# Alegria de Viver
Alegria de Viver é um filme de comédia musical brasileiro de 1958, dirigido por Watson Macedo. Números musicais com Trio Irakitan, Ivon Curi e estrelada por Eliana Macedo, que canta a maioria das músicas com e Augusto César Vanucci.).

## Elenco
- Eliana Macedo como Elizabeth Pires
- John Herbert como Gilberto
- Yoná Magalhães como Sílvia
- Afonso Stuart como Dr. Pires
- Augusto Cesar Vanucci como Johnny Guitar
- Annabella Herczog como Margarida
- Sérgio Murilo como Jorginho
- Sérgio Tenius como Tony Curtis
- Margarida Rey como Jojo

## Sinopse
Gilberto trabalha no escritório de uma construtora cujo proprietário é o milionário Senhor Pires. O falecido pai de Gilberto também fora empregado lá e era muito admirado por Pires, que igualmente tem o rapaz em alta conta. Ele não sabe que Gilberto à noite frequenta o clube juvenil "Copa Jazz", onde é o presidente e todos só o chamam de "King". Pires quer que Gilberto conheça a filha Elizabeth, que está de férias do colégio interno. Mas a moça teme que ele seja antiquado igual ao pai dele então manda a amiga simplória Margarida ir ao encontro com Gilberto no lugar dela. Enquanto isso vai ao clube "Copa Jazz", levada pela amiga Silvia. Gilberto e Elizabeth acabam se conhecendo no clube no outro dia e iniciam um namoro. Silvia fica enciumada e inventa uma gravidez para que Elizabeth se separe de Gilberto. Para fugir dele, Elizabeth vai com a turma de Johnny para outro clube, o "Rock Boy Club", com reputação de reunir a "juventude transviada" de fãs do rock'n roll.